# Riho Kuld
Riho Kuld (nascido a 10 de maio de 1936, em Tallinn) é um escultor e remador da Estónia.
Em 1962, ele formou-se no Instituto Estatal de Arte Aplicada de Tallinn e trabalhou na instituição como professor de 1962 a 1967.
De 1956 a 1959 ele sagrou-se sete vezes campeão da Estónia em diferentes modalidades de remo.
Desde 1967 é escultor independente. Ele criou o monumento de Hubert Pärnakivi em Viljandi. Ele também criou outros escultores relacionados com a sua modalidade desportiva.
Prémios:
- 1981: Artista Meritório da RSS da Estónia[1]